# Theodore Eisfeld
Theodore Eisfeld (ur. 11 kwietnia 1816 w Wolfenbüttel, zm. 2 lub 16 września 1882 w Wiesbaden) – niemiecki dyrygent, skrzypek i kompozytor, aktywny w USA.

## Życiorys
Studiował grę na skrzypcach u Karla Müllera w Brunszwiku oraz kompozycję u Carla Gottlieba Reissigera w Dreźnie, a także u Gioacchino Rossiniego w Bolonii. W latach 1839–1843 był kapelmistrzem teatru dworskiego w Wiesbaden. W 1848 wyjechał do Nowego Jorku, gdzie w sezonie 1849/1850 dyrygował trzema koncertami Filharmonii Nowojorskiej. W 1852 został pierwszym dyrygentem tej filharmonii oraz jej dyrektorem muzycznym; pełnił te funkcje do 1865, dzieląc je w niektórych latach z Carlem Bergmannem. Prowadził także New York Harmonic Society, a w latach 1857–1866 Brooklyn Philharmonic Society.
Był pionierem w zakresie publicznego prezentowania muzyki kameralnej. W latach 1849–1850 występował jako skrzypek w serii koncertów kameralnych organizowanych dla nowojorskich subskrybentów. Następnie założył własny kwartet, który dawał publiczne koncerty w latach 1851–1859. Zespół wykonywał utwory Haydna, Mozarta, Beethovena, Mendelssohna i Spohra, które choć konserwatywne, często były szerzej nieznane amerykańskiej publiczności.
Działał również jako kompozytor. Jego utwory cieszyły się powodzeniem i były wykonywane podczas nowojorskich koncertów filharmonicznych, m.in. Élégie cantabile na kornet, Variations de Bravura na sopran, Scena Italiana di Concerto na baryton i Concertino na klarnet.
W 1858 Eisfeld był jednym z nielicznych pasażerów uratowanych z parowca „Austria”, który spłonął na środku Atlantyku podczas rejsu z Niemiec do USA; 471 osób straciło wtedy życie. Ta katastrofa odbiła się na zdrowiu psychicznym Eisfelda, jednak przezwyciężając traumę kontynuował w następnych latach swoją aktywność zawodową. Dopiero w 1866 przeszedł na emeryturę i przeniósł się na stałe do Wiesbaden.